# Macropus
Macropus — рід ссавців з когорти сумчасті (Marsupialia), один із 11 сучасних родів родини кенгурові (Macropodidae). До цього роду належать найбільші сучасні сумчасті.

## Назва роду
Нерідко для позначення цього роду українською використовують назву «кенгуру» (тут вилучена). Існує точка зору, що назва «кенгуру» може поширюватися лише на представників номінативного підроду Macropus s. stricto (див. статтю Кенгуру), а інших представників цього політипного роду іменувати інакше (валабі, волару та ін.).
Зоологічний словник О. П. Маркевича й К. І. Татарка (1983) жорстко фіксує відповідність пари назв:
Macropus = кенгуру (стор. 183, 396).

## Таксономія та систематика[2]
Рід та підрід Macropus вперше визначив Джорж Шоу (Shaw) у 1790 році.
Підрід Osphranter виділив Гаулд (Gould) у 1842, а підрід Notamacropus виділили Доусон та Фланнері (Dawson and Flannery) у 1985. Види підроду Notamacropus раніше часто відносили не до кенгуру (Macropus), а до валабі (Wallabia). Зараз в тому роді залишили тільки один сучасний вид — Wallabia bicolor, та й той деякі вчені хочуть віднести до Macropusів. В свою чергу рудого кенгуру раніше часто виносили в окремий рід чи підрід Megalaeia (Gistel, 1848).
Рід кенгуру поділяють на 3 підроди та 25 сучасних видів.
Відомо також кілька вимерлих видів:
- †[3]Macropus dryas
- †Macropus gouldi
- †Macropus narada
- †Macropus rama
- †Macropus woodsi

### ПідрідNotamacropus(Dawson & Flannery, 1985)
Етимологія: лат. notare — «ставити мітку», вказуючи на майже всюдисущу мітку на обличчі живих видів цієї групи кенгуру.
До часу опису підроду Notamacropus (1985) і виокремлення роду Wallabia зі складу Macropus всіх представників групи Notamacropus об'єднували з Wallabia (Trouessart, 1905) під спільною вернакулярною назвою «валабі».
- Macropus irma — мешкає на південному-заході Західної Австралії
- Macropus parma — мешкає на сході Нового Південного Уельсу
- Macropus dorsalis — мешкає на сході Нового Південного Уельсу та в південно-східному Квінсленді
- Macropus agilis — мешкає на півдні Нової Гвінеї, а також на деяких островах на схід від неї, а також на півночі Австралії, на північному-сході Західної Австралії, на півночі Північної території, на півночі та сході Квінсленду.
- Macropus rufogriseus — мешкає на узбережжі Австралії, від східного Квінсленду до південно-східною Південної Астраалії, Тасманії, островів Бассової протоки
- Кенгуру таммар (Macropus eugenii) — мешкає на південному-заході Західної Австралії та півдні Південної Австралії, а також кількох прибережних острівцях
- Macropus parryi — мешкає на сході Квінсленду та на північному-сході Нового Південного Уельсу

- †Macropus greyi — мешкав на південному сході Південної Австралії та у Вікторії

### ПідрідMacropuss. str. (Shaw, 1790)
- Кенгуру гігантський (Macropus giganteus) — мешкає в східному та центральному Квінсленді, в Новому Південному Уельсі, Вікторії, Тасманії, на крайньому південному-сході Південної Австралії
  - †Macropus giganteus titan
- Macropus fuliginosus — мешкає на півдні Захілної та Південної Австралії, західній Вікторії, в західному та центральному Новому Південному Уельсі, південному Квіснленді, та острові Кенгуру
- †Macropus ferragus
- †Macropus mundjabus
- †Macropus pan
- †Macropus pearsoni

### ПідрідOsphranter(Gould, 1842)
Етимологія: з грецької «Osphranter» — означає «в стані відчувати запах». Ґульд цим натякав на великий розширений писок, характерний для видів цього підроду.
- Macropus bernardus — мешкає на земля Арнема та півночі Північної території.
- Macropus robustus — мешкає повсюдно в Австралії за виключенням Тасманії
- Macropus antilopinus — мешкає від північного-сходу Західної Австралії до півночі Квінсленду
- Кенгуру рудий (Macropus rufus) — уся Австралія за виключенням крайньої півночі, східного узбережжя, та крайнього південного-заходу континенту.
- †Macropus pavana
- †Macropus pearsoni
- †Macropus thor

## Галерея

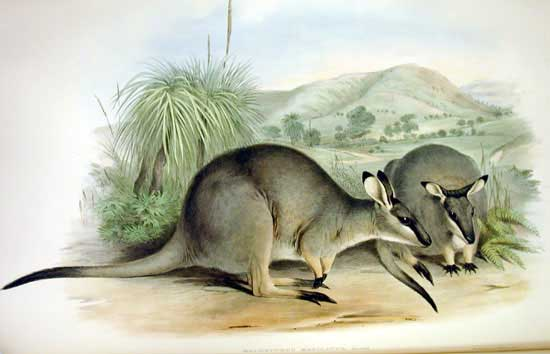
Macropus irma
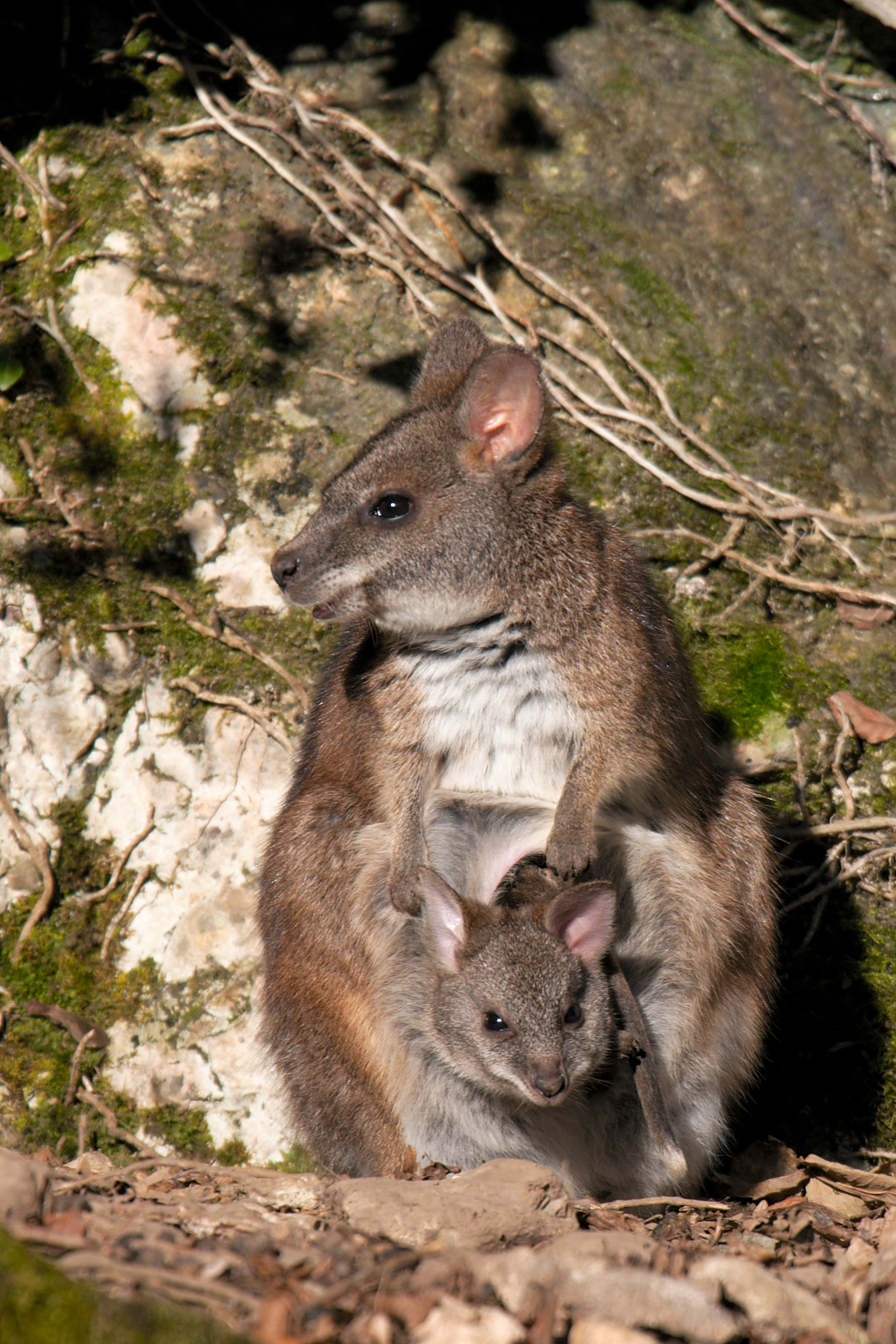
Macropus parma
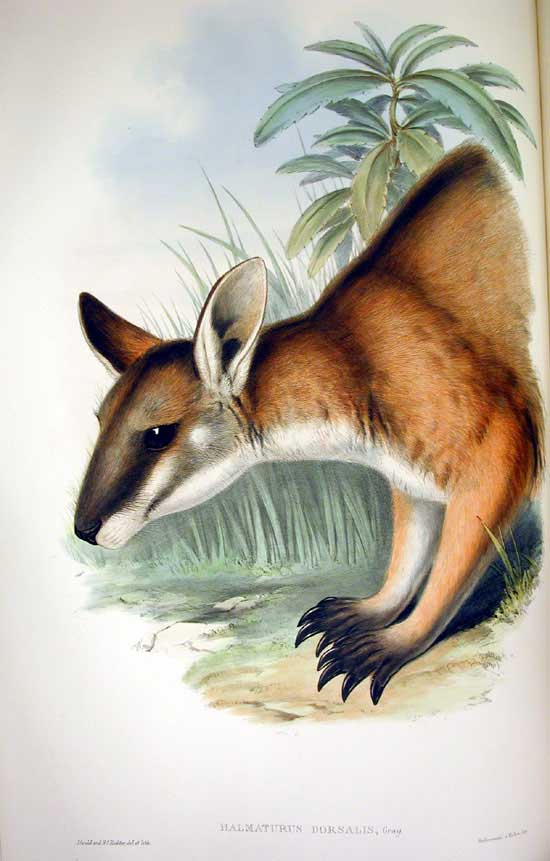
Macropus dorsalis
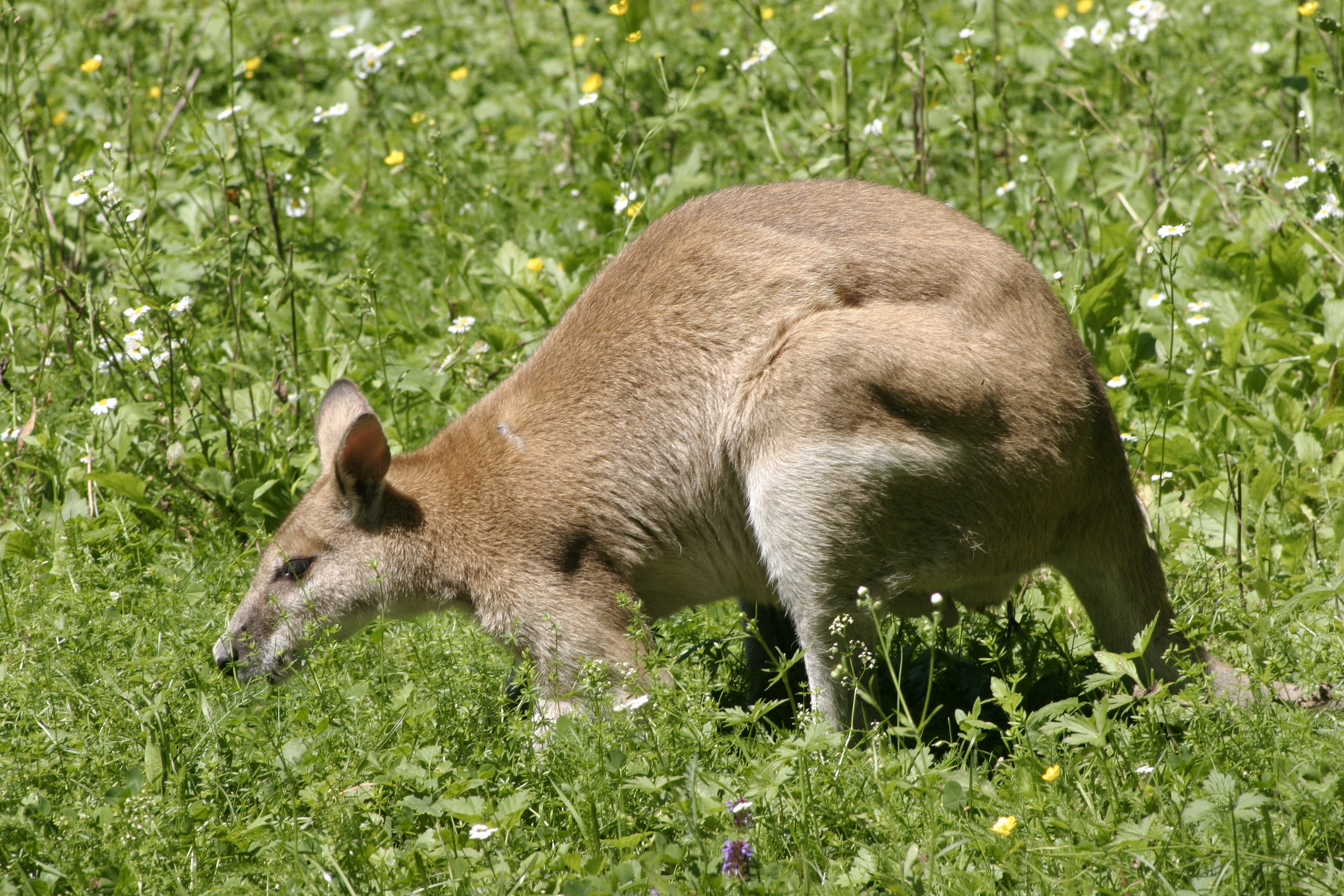
Macropus agilis
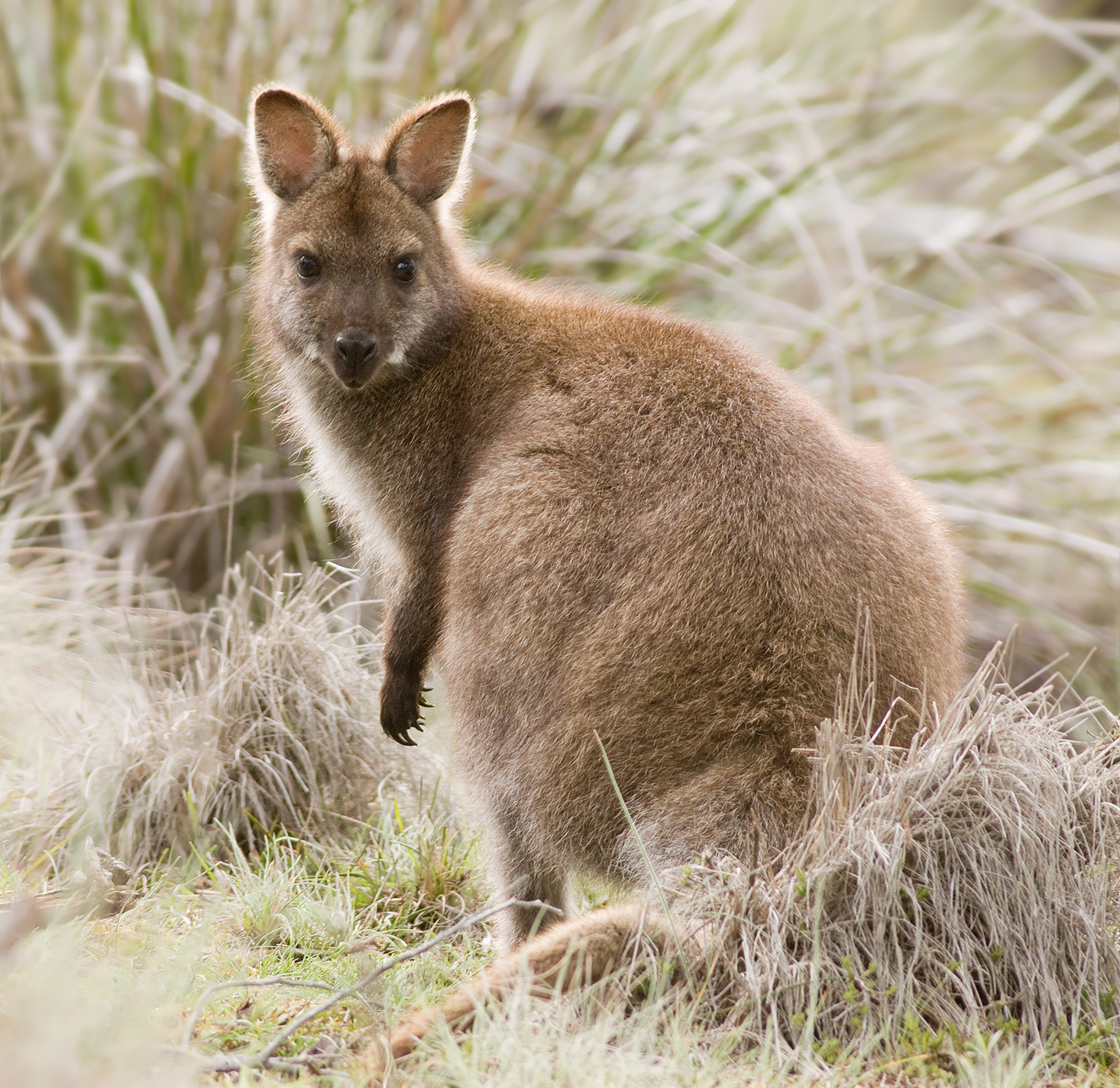
Macropus rufogriseus
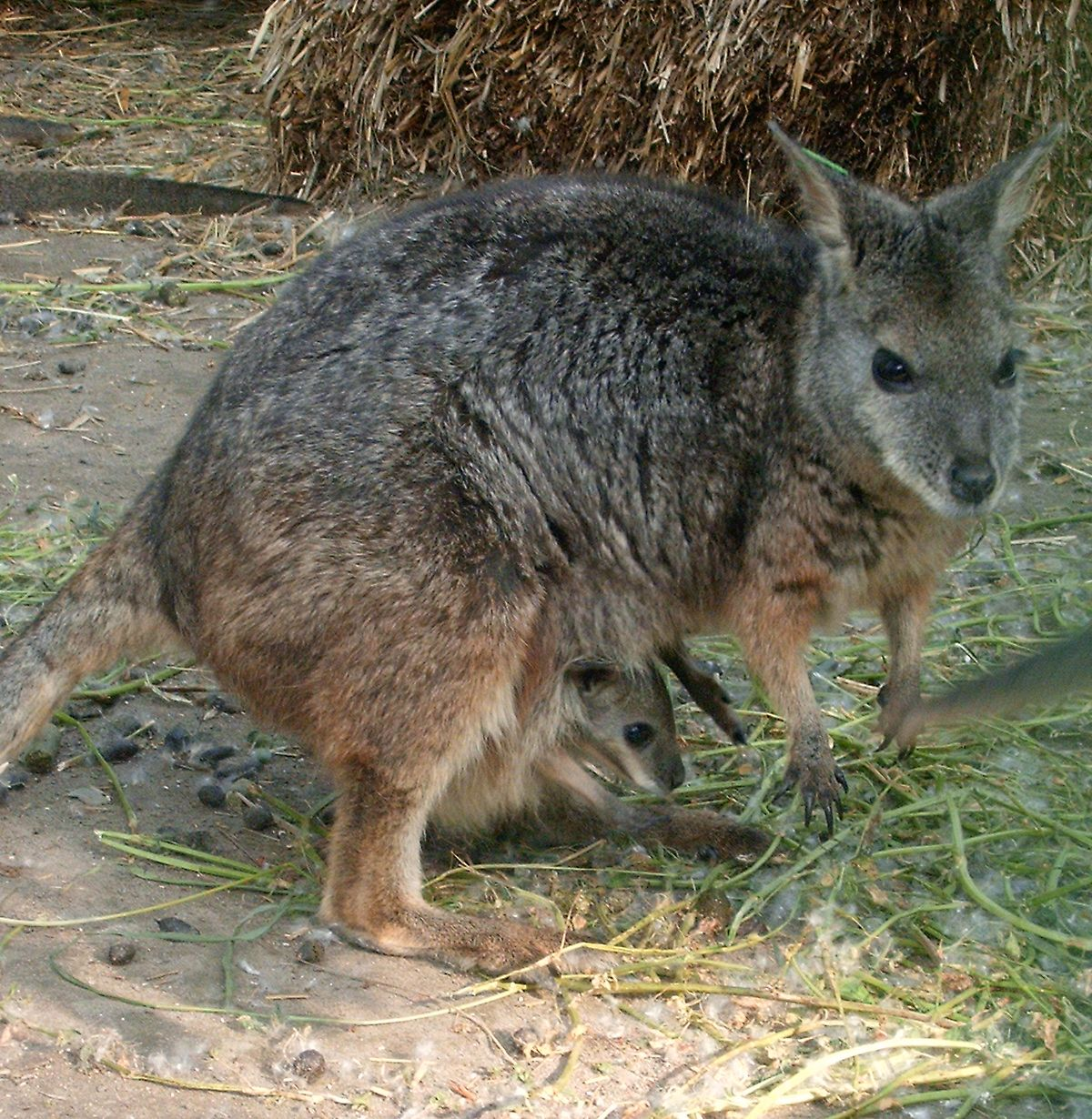
Macropus eugenii
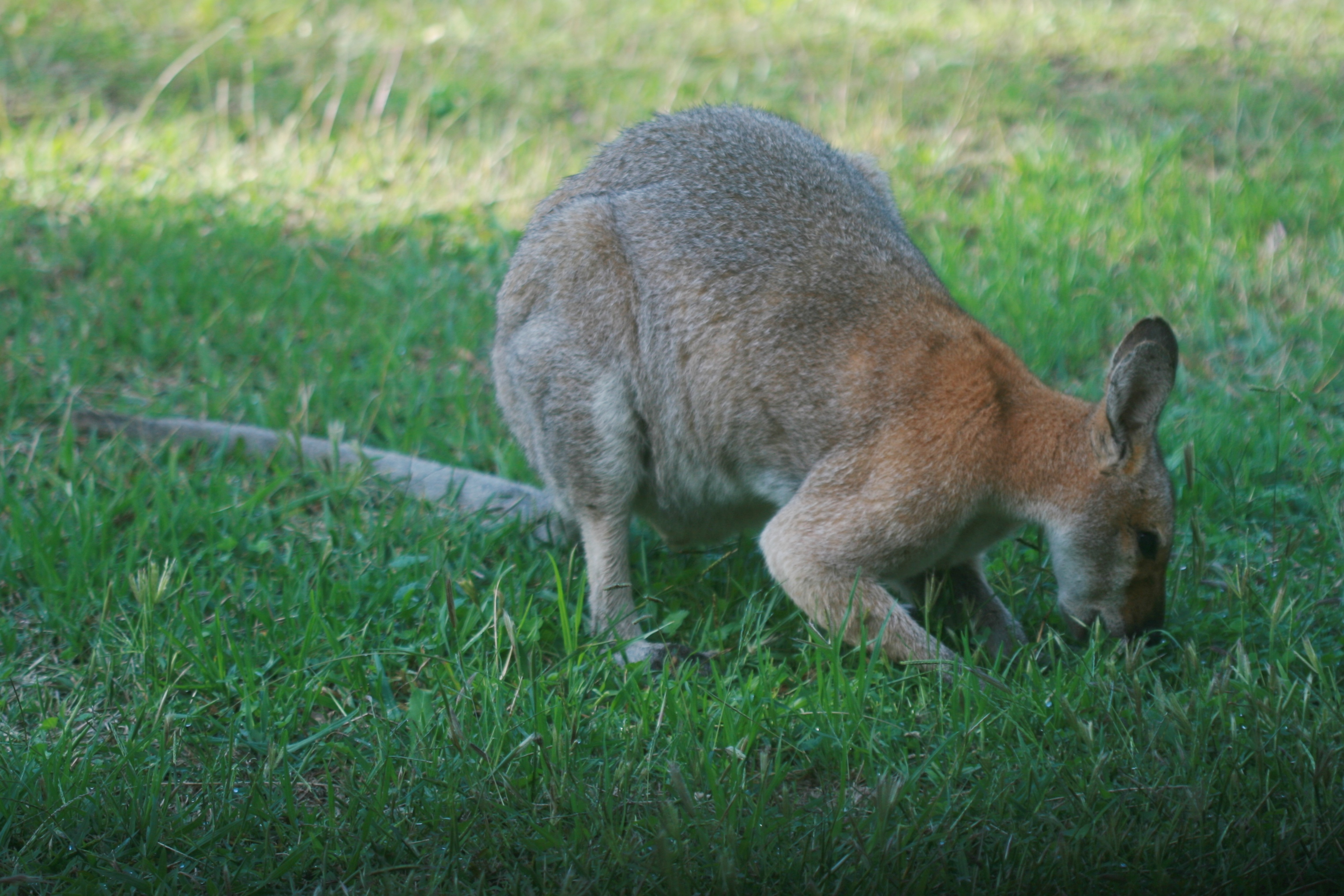
Macropus parryi
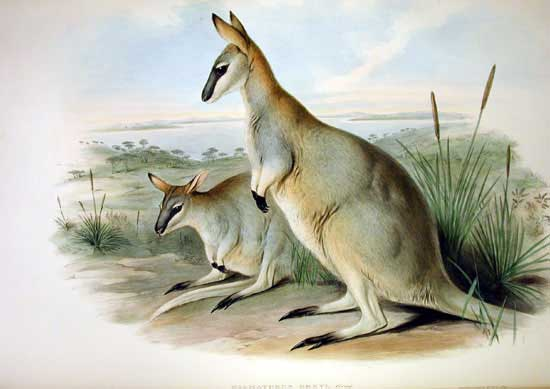
Macropus greyi
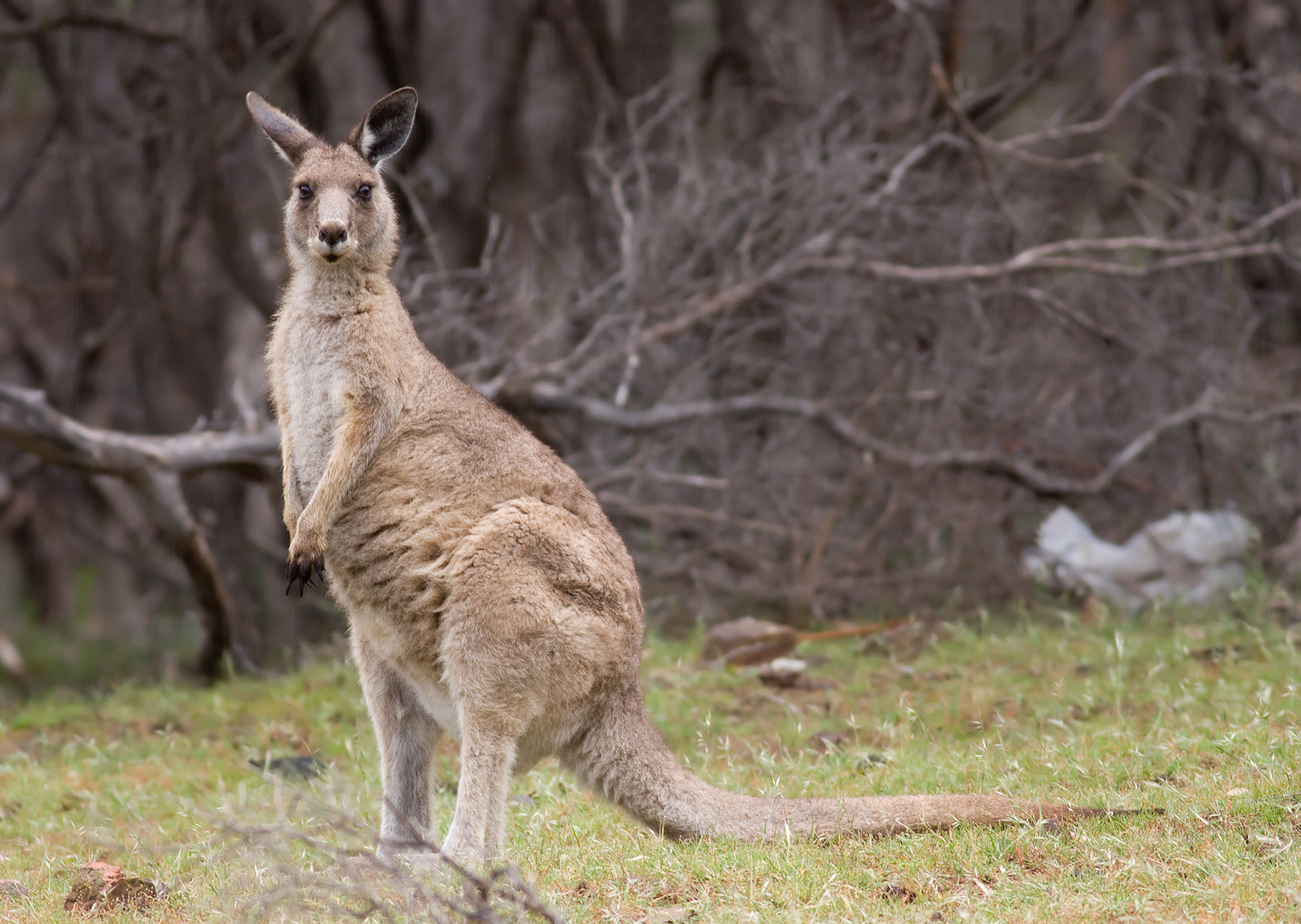
Macropus giganteus
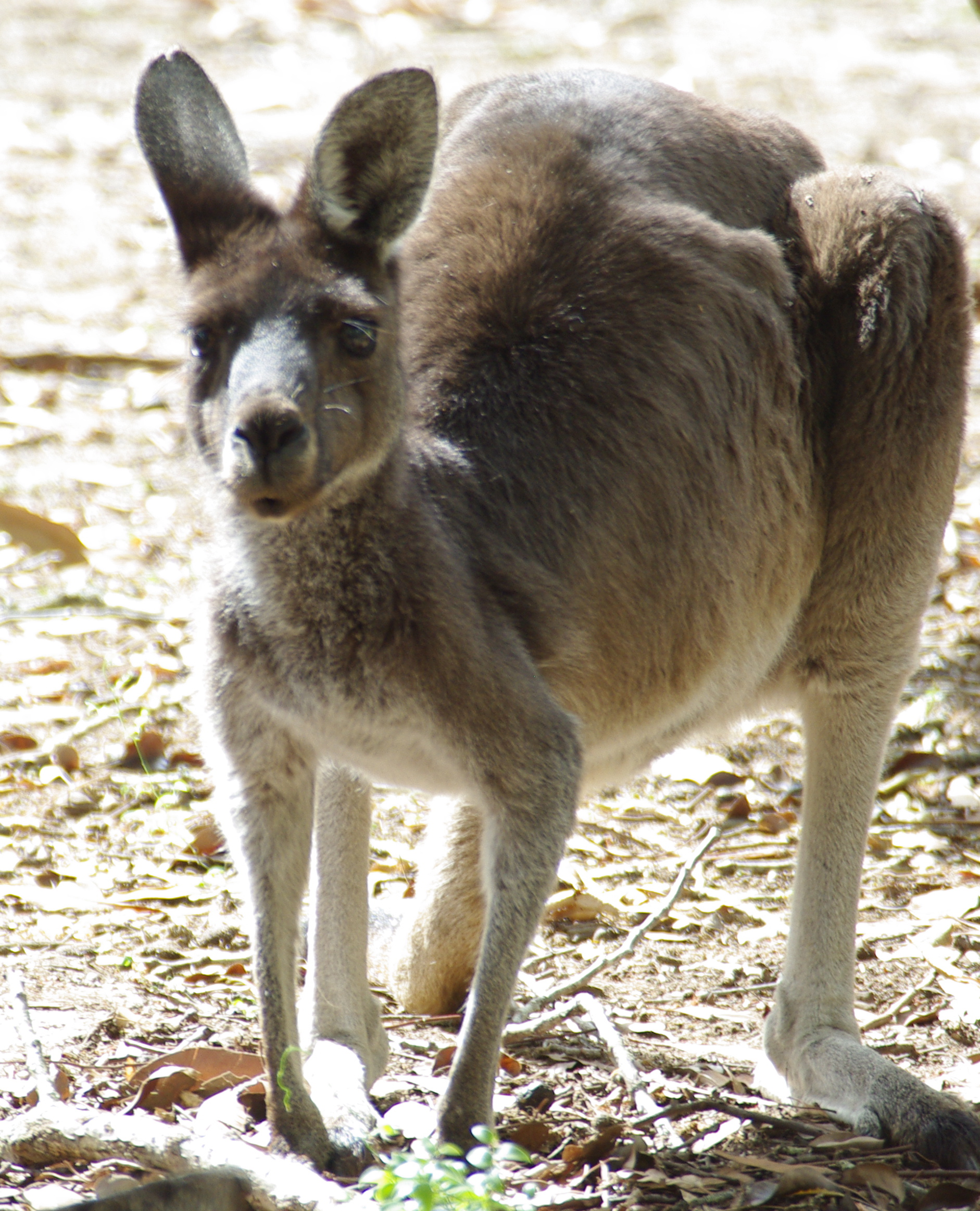
Macropus fuliginosus
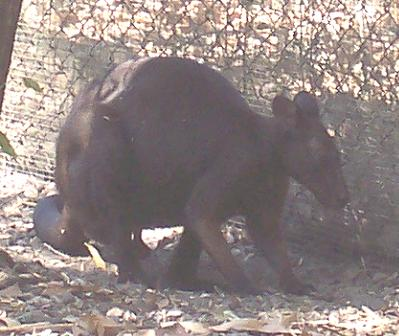
Macropus bernardus
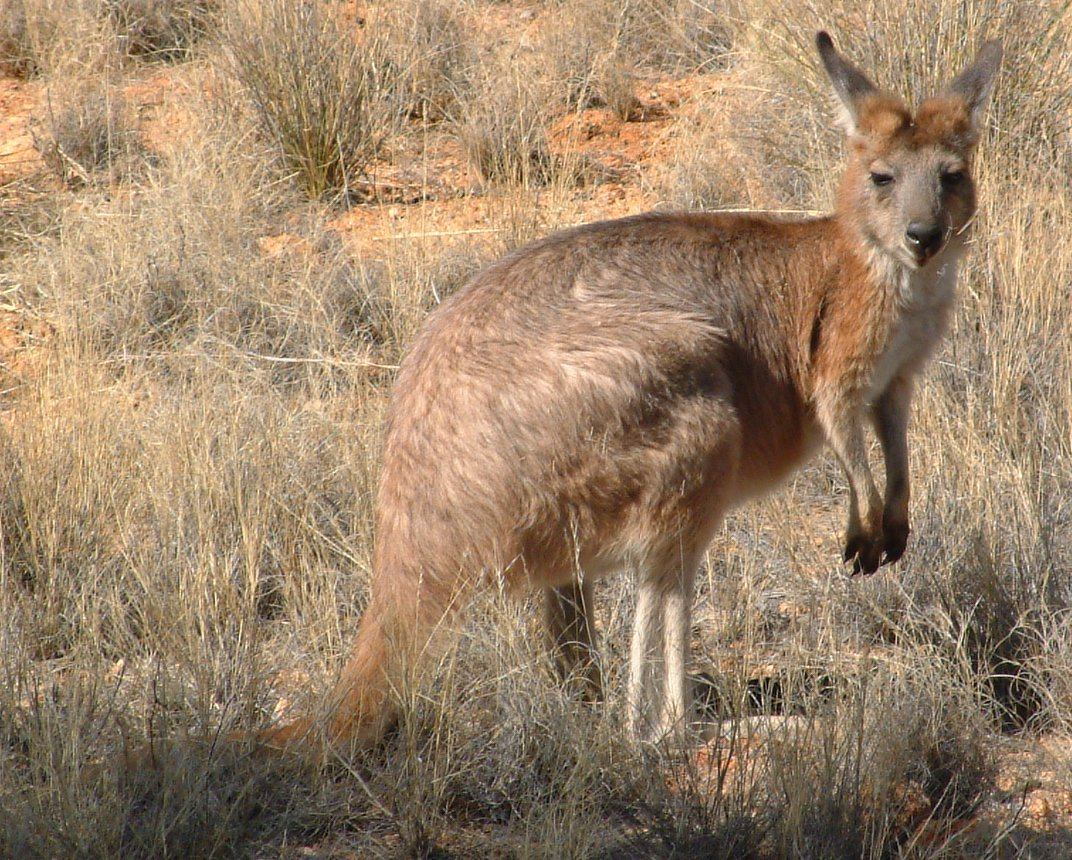
Macropus robustus
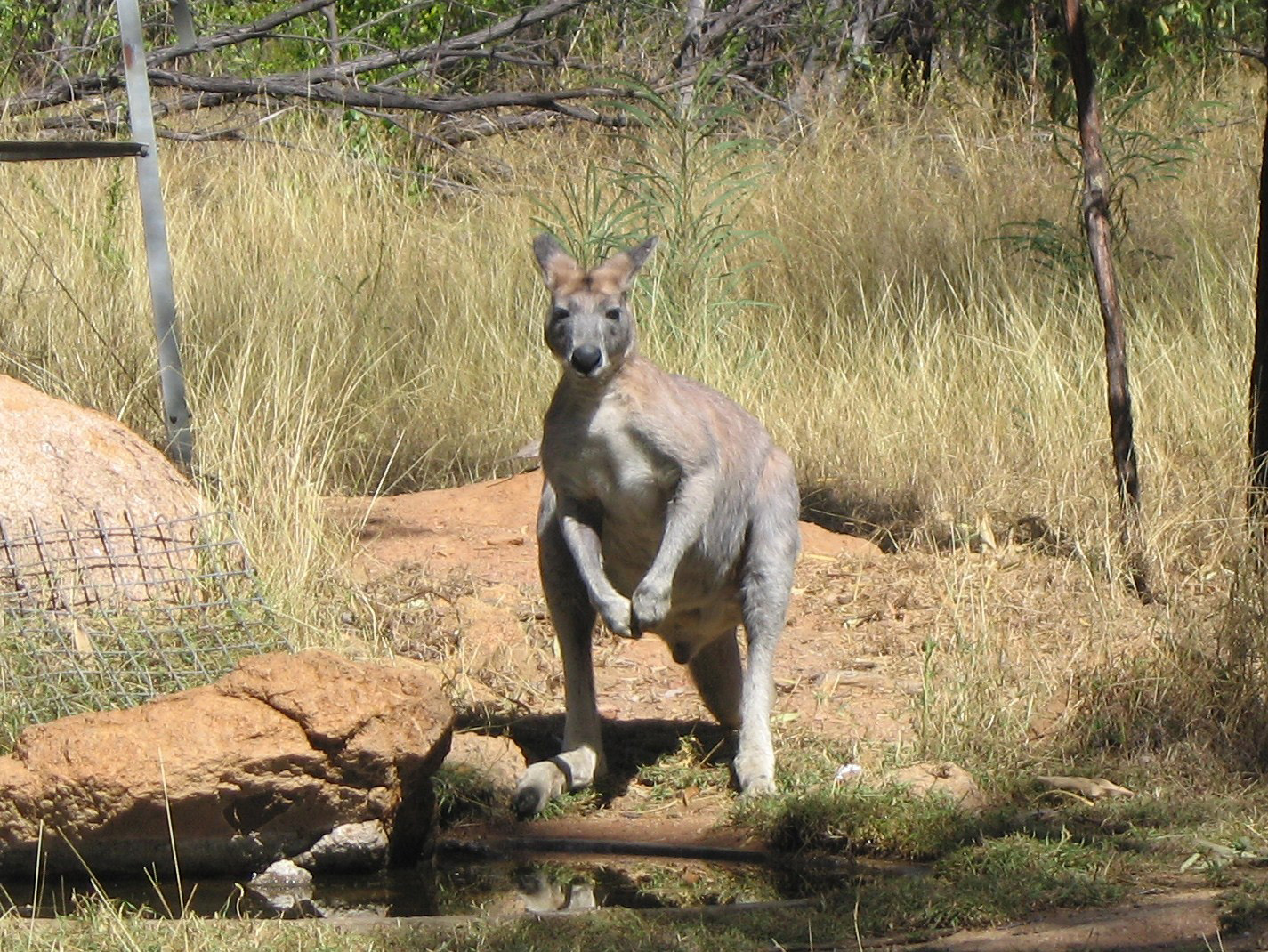
Macropus antilopinus
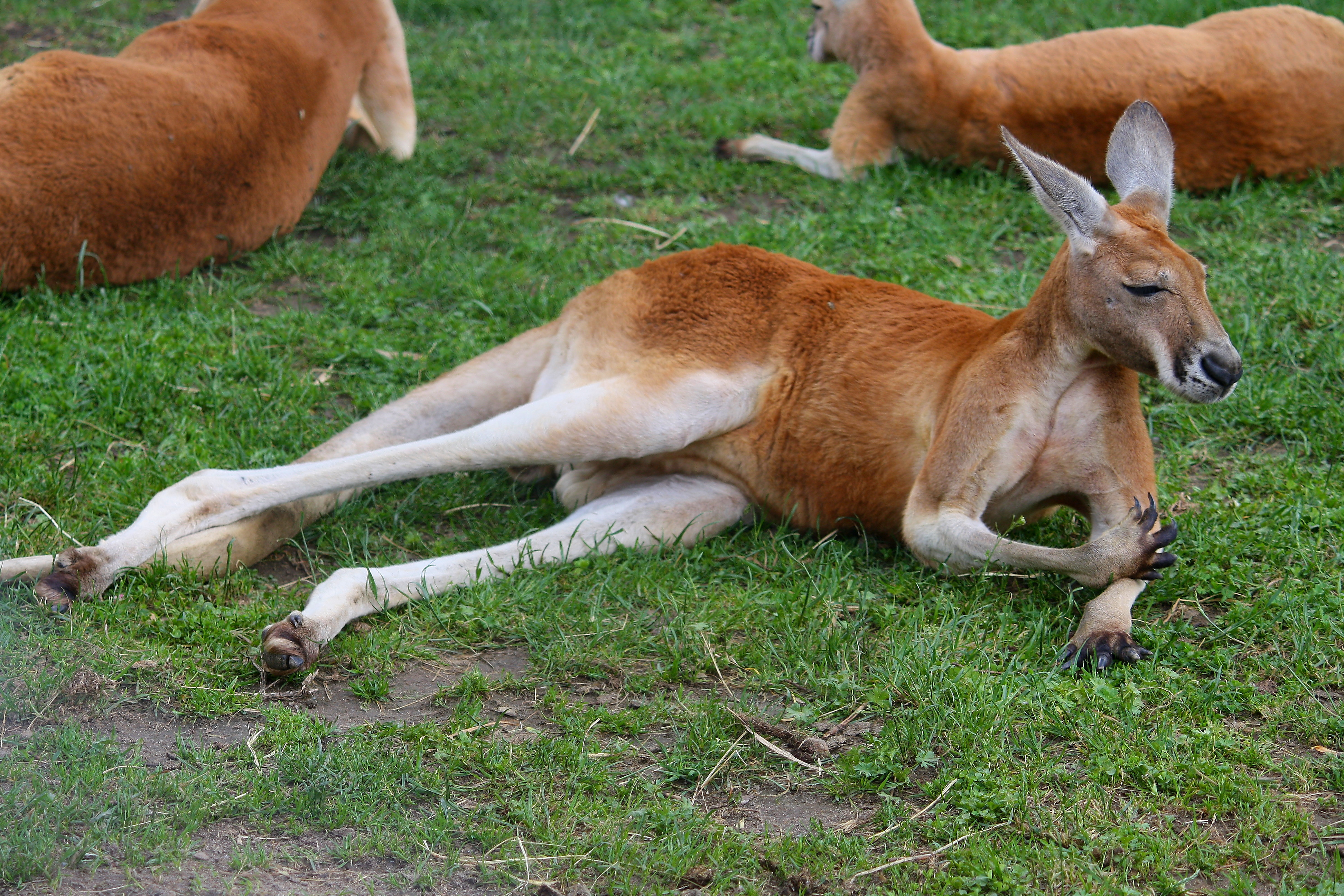
Macropus rufus